# 朝阳川站
朝阳川站（：／ Joyangcheon-yeog）是位于吉林省延边朝鲜族自治州延吉市朝阳川镇的一个铁路车站，邮政编码133401。车站建于1924年，有长图铁路、朝开铁路经过该站，现办理货运业务，车站及其上下行区间均未电气化。车站距离长春站466公里，隶属中国铁路沈阳局集团，是二等站。

## 业务办理
不办理旅客乘降，行李，保管托运业务。货运办理整车。零担，集装箱货物到发，以及整车货物承运前保管。